# Ludwika Szymańska
Ludwika Szymańska (ur. 16 sierpnia 1946 w Pasiekach) – polska koszykarka, występująca na pozycji środkowej, reprezentantka Polski, medalistka mistrzostw Polski.

## Osiągnięcia
Na podstawie, o ile nie zaznaczono inaczej.
Drużynowe
- Wicemistrzyni Polski (1976)
- Brązowa medalistka mistrzostw Polski (1967, 1975)
- Finalistka Pucharu Polski (1970)

Reprezentacja
- Brązowa medalistka mistrzostw Europy (1968)[3]